# 횔더린
횔더린은 독일 프로그레시브 록 밴드로 1970년 결성되었다. 록, 재즈, 포크의 영향을 많이 받았다.

## 개요
크리스티안 그룸코프와 안드레아 그룸코프 형제는 1963년 비트 키즈라는 밴드를 만들었고 65년에는 동생 요아힘 그룸코프까지 함께해 액션 이슈 블루스 밴드로 활동하기도 했다. 크리스티안과 요아힘이 싱어이자 댄서인 내니 데 루이히를 만나 포크록 그룹을 만들면서 밴드명을 횔더린으로 정했다. 밴드명은 프리드리히 횔덜린에게서 따온 것이다.
72년 1집 Traum은 Ohr 레이블에서 나왔으며 호의적인 평가를 받았다. 그들은 가사에서 브레히트나 에리히 프리드(Erich Fried)를 인용하곤 했다.
내니와 크리스티앙이 연인이 되어 내니는 밴드에서 이탈했다. 밴드는 공연을 하면서 점차 록 사운드에 가까워졌다. 74년에는 이미 본격적인 프로그레시브 록 밴드가 되어있었다. 그들은 밴드명의 철자를 바꾸고 레이블도 옮겨서 2집을 75년에 내놓았다. 그들은 게스트 뮤지션과 함께 연 80여차례의 공연을 소화했다. 77년에는 스콜피온스, 구루 구루와 함께 공연하기도 했다.
77년엔 크리스티앙이 밴드에서 빠졌으며 그들의 공연무대는 점차 시각효과와 의상이 추가되는 등 연극적인 요소가 늘고있었다. 78년 라이브 앨범 Traumstadt는 상업적으로도 성공해서 잡지 사운드 독자가 뽑은 올해의 음반에 선정되기도 했다.
이후 밴드는 구심점을 잃었으며 82년에 해산했다. 요아힘은 1990년 사망했다. 2005년 밴드가 재결성되어 공연을 시작했고 2007년에는 앨범 "8"을 내놓았다.

## 음반 목록
- Hölderlins Traum (1972)
- Hoelderlin (1975)
- Clowns and Clouds (1976)
- Rare Birds (1977)
  - Hoelderlin Live - Traumstadt (1978/79)
- New Faces (1979)
- Fata Morgana (1981)
- 8 (2007)

## 같이 보기
- 프리드리히 횔덜린